# Jiftach
Jiftach (hebr. יפתח; ang. Yiftah) – kibuc położony w Samorządzie Regionu Ha-Galil ha-Eljon, w Dystrykcie Północnym, w Izraelu. Członek Ruchu Kibuców (Ha-Tenu’a ha-Kibbucit).

## Położenie
Kibuc jest położony w północnej części Górnej Galilei. Leży w masywie gór Naftali, w odległości 2 kilometrów na wschód od granicy z Libanem. Teren na wschód od kibucu spada stromym i głębokim kanionem, którego dnem spływa do Doliny Hula strumień Kadesz. W jego otoczeniu znajduje się kibuce Malkijja, Menara i Ne’ot Mordechaj, oraz moszaw Ramot Naftali. Po stronie libańskiej znajduje się wioska Blida.

## Demografia
Liczba mieszkańców Jiftach:

## Historia
Pierwotnie w okolicy tej znajdowała się arabska wioska Qadas. Podczas wojny domowej w Mandacie Palestyny na wiosnę 1948 roku wioskę zajęły siły Arabskiej Armii Wyzwoleńczej. Na początku I wojny izraelsko-arabskiej w dniu 28 maja 1948 roku siły żydowskiej organizacji paramilitarnej Hagana zajęły wioskę, wysiedlając jej mieszkańców i wyburzając większość domów.
Współczesny kibuc został założony w dniu 18 sierpnia 1948 roku przez zdemobilizowanych żołnierzy Palmach, którzy byli członkami Brygady Jiftach. Wioska została silnie ufortyfikowana i stanowiła część pierścienia granicznych fortyfikacji an-Nabi Jusza-Jiftach-Menara-Misgaw Am, który miał chronić Górną Galileę przed oderwaniem od Izraela. Przeprowadzona w październiku 1948 roku operacja „Hiram” umożliwiła Izraelczykom zajęcie całej Galilei. W latach 1952–1953 kibuc bardzo mocno przeżył podział ruchu kibucowego. Większość mieszkańców opuściła wówczas Jiftach, w którym pozostało zaledwie 45 osób. W następnych latach jego populacja została jednak odbudowana. Kibuc był wielokrotnie ostrzeliwany i atakowany przez terrorystów przenikających przez granicę z terytorium Libanu. W latach 90. XX wieku kibuc doświadczył kryzysu ekonomicznego, co zmusiło jego mieszkańców do przeprowadzenia w 1999 roku restrukturyzacji i częściowej prywatyzacji. Kiedy w 2000 roku izraelska armia wycofała się ze strefy bezpieczeństwa w południowym Libanie, sytuacja w rejonie Jiftach znacznie się pogorszyła. Podczas II wojny libańskiej w 2006 roku kibuc ucierpiał od ostrzału rakietowego Hezbollahu. W kibucu istnieją specjalne zarządzenia bezpieczeństwa, nakazujące wszystkim schronienie się w schronach po ogłoszeniu alarmu lub po pierwszej salwie nieprzyjacielskiego ostrzału. Obecnie trwa proces rozbudowy kibucu.

## Kultura i sport
W kibucu znajduje się ośrodek kultury z biblioteką. Z obiektów sportowych jest basen pływacki, korty tenisowe, oraz sala sportowa z pełnym zapleczem.

## Edukacja
Kibuc utrzymuje przedszkole.

## Turystyka
Na północ i wschód od kibucu znajduje się kompleks leśny zasadzony przez Żydowski Fundusz Narodowy. Jest to odtworzony naturalny las gór Naftali, składający się z różnych odmian dębów, pistacji, śliw, migdałowców i innych drzew liściastych. Ze względów bezpieczeństwa swobodne poruszanie się w strefie przygranicznej jest mocno ograniczone i musi odbywać się zgodnie z zaleceniami Sił Obronnych Izraela.

## Gospodarka
Gospodarka kibucu opiera się na sadownictwie. Grunty rolne przyległe do kibucu przekształcono w sady drzew owocowych. Hoduje się tutaj nektarynki, grusze, jabłonie, kiwi i winorośl. Dla potrzeb pakowania owoców powstała specjalistyczna firma Beresheet. Kibuc zakupił grunty orne w Dolinie Hula, gdzie uprawiane są: kukurydza, bawełna, pszenica i orzeszki ziemne. W kibucu znajduje się zakład będący filią firmy Nefatim, specjalizującej się w produkcji systemów nawadniających.

## Infrastruktura
W kibucu znajduje się przychodnia zdrowia, gabinet stomatologiczny, poczta, sklep wielobranżowy oraz warsztat mechaniczny.

## Komunikacja
Z kibucu wyjeżdża się na wschód na drogę nr 886, którą jadąc na północ dojeżdża się do kibucu Menara, lub jadąc na południe dojeżdża się do skrzyżowania z drogą nr 899 i dalej do moszawu Ramot Naftali. Drogą nr 889 można jechać na południowy zachód do kibucu Malkijja, lub zjechać na wschód z klifu do Doliny Hula i drogi ekspresowej nr 90.